# Lalveri
Le Lalveri (en géorgien : ლალვერი) ou Lialver (en russe : Ляльвер) est un pic du Grand Caucase à la frontière de la Kabardino-Balkarie en Russie et de la Svanétie en Géorgie. Il fait partie de la muraille de Bezengui et constitue son sommet le plus occidental. La montagne s'élève à 4 350 mètres d'altitude. L'itinéraire le plus simple pour accéder à son sommet passe par le glacier de Tsaneri. Des itinéraires mènent au pic Essénine (4 310 m), au mont Hestola (3B[Quoi ?]) et permettent une traversée de toute la muraille vers le Dykh-Taou (5B[Quoi ?]). Des refuges sont construits sur ses pentes[réf. souhaitée].